# Goera echo
Goera echo är en nattsländeart som beskrevs av Malicky och Thani in Malicky 2000. Goera echo ingår i släktet Goera och familjen grusrörsnattsländor. Inga underarter finns listade i Catalogue of Life.